# Onuphis teres
Onuphis teres är en ringmaskart som först beskrevs av Ehlers 1868.  Onuphis teres ingår i släktet Onuphis och familjen Onuphidae. Inga underarter finns listade i Catalogue of Life.